# Ludovic Csupor

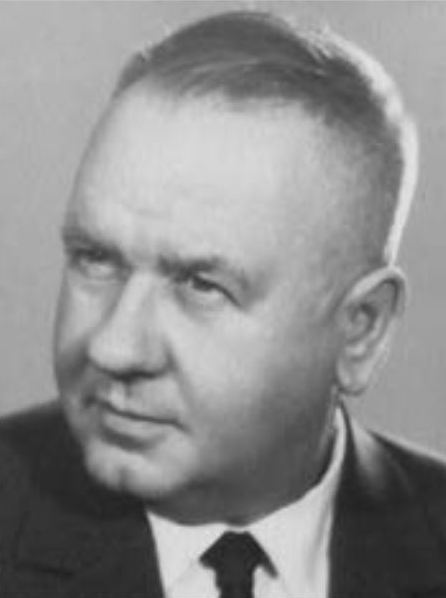
Ludovic (Lajos) Csupor (1955)

Ludovic Csupor, ungarisch Lajos Csupor (* 19. August 1911 in Târgu Mureș, Siebenbürgen, Österreich-Ungarn; † 1985 in Târgu Mureș, Rumänien) war ein kommunistischer Politiker in Rumänien.
Cuspor war ungarischer Nationalität. Da er jedoch in einer Zeit aufwuchs, als seine siebenbürgische Heimat bereits von Ungarn abgetrennt und Rumänien angegliedert worden war, wurde Csupor in einem rumänischen Umfeld sozialisiert. Seine Eltern arbeiteten in einer Schneiderei, und nach sieben Schuljahren machte auch Csupor zunächst eine Schneiderlehre. Als Mitglied der Roten Hilfe (Ajutorul Rosu) und Gewerkschaftsmitglied bekämpfte er die Auswirkungen der Weltwirtschaftskrise und die Königsdiktatur Carols II. und wurde ab 1930 mehrmals verhaftet. Unter seinen Mitinsassen im Gefängnis war der spätere rumänische Politiker Gheorghe Gheorghiu-Dej, mit dem ihn fortan eine lebenslange Freundschaft verband. Obwohl Nordsiebenbürgen 1940 nochmals an Ungarn zurückgefallen war, zählte Csupor zu den ersten ungarischen Aktivisten, die die rumänische Revolution vom 23. August 1944 unterstützten und die Befreiung von Târgu Mureș durch rumänische (und sowjetische) Truppen begrüßten. Im Dezember 1944 wurde er Mitglied der Kommunistischen Partei Rumäniens. Nach dem Krieg war Csupor zunächst im kommunistischen Kreisverband in Mureș aktiv, dann von 1950 bis 1952 Erster Sekretär der Partei im Bezirksverband der neugegründeten Region Stalin (Brașov).
Partei- und Regierungschef Gheorghiu-Dej machte Csupor 1952 zum Ersten Sekretär der Partei in der neugebildeten Ungarischen Autonomen Region und 1955 zum Mitglied im Zentralkomitee der Partei. Von 1952 bis 1957 war er zudem Abgeordneter in der Rumänischen Nationalversammlung für Târgu Mureș, ab 1957 dann für Gheorgheni. Er blieb Parteichef in der Ungarischen Autonomen Region bis zum Juli 1961, als er in diesem Amt von dem Rumänen Iosif Banc abgelöst wurde. Nach Gheorghiu-Dejs Tod wurde die Region 1968 aufgelöst, und ab 1969 war Csupor auch nicht mehr ZK-Mitglied und Abgeordneter für Gheorgheni.